# Gaston Calmette

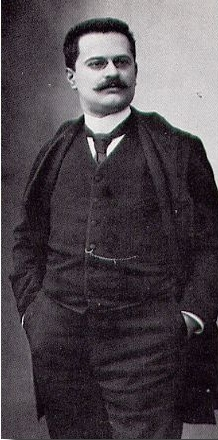
Gaston Calmette

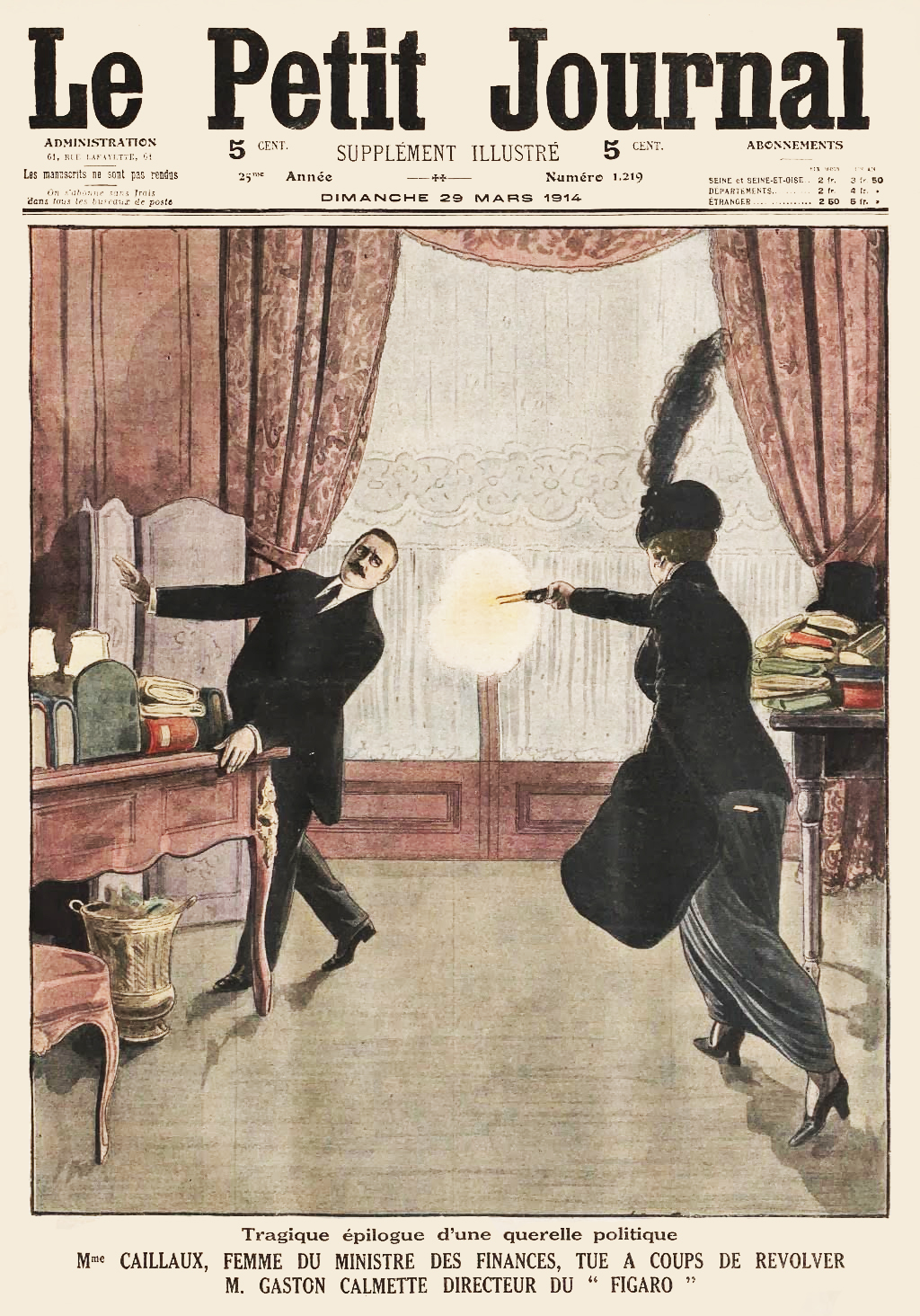
de voorpagina van Le Petit Journal met een illustratie van de moord op Gaston Calmette door Henriette Caillaux

Gaston Calmette (Montpellier, 30 januari 1858 - Parijs, 16 maart 1914) was een Franse journalist. Hij was directeur van Le Figaro toen hij op 56-jarige leeftijd werd vermoord.
Na een opleiding in de rechten en een periode waarin hij voor een aantal kleine dagbladen artikelen schreef trad Calmette in 1883 in dienst bij Le Figaro, een conservatief dagblad. Onder het pseudoniem Vidi publiceerde hij enkele spraakmakende grote reportages. Ten tijde van het onderzoek naar het Panamaschandaal trad in 1892 Minister van Financiën Maurice Rouvier mede als gevolg van een van zijn artikelen af.
In 1903 werd Calmette directeur van Le Figaro. In januari 1914 opende hij een kritische mediacampagne tegen minister van Financiën Joseph Caillaux, die een pacificerend beleid voerde ten opzichte van Duitsland en die een progressieve inkomstenbelasting voerde. Zijn beleid was omstreden onder de hogere sociale klassen. Calmette werd bij zijn mediaoffensief dan ook gesteund door politici als Louis Barthou (een persoonlijke vriend) en Raymond Poincaré.
Op 13 maart 1914 opende Le Figaro met de kop: La preuve des machinations secrètes de M. Caillaux. Daarbij werd een facsimile afgedrukt van een liefdesbrief van zijn hand uit 1901 aan Berthe Gueydan. Caillaux was in 1906 met deze dame gehuwd, maar kort daarop gescheiden nadat ze kennis had gekregen van zijn buitenechtelijke verhouding met Henriette Reynouard. Gueydan had namelijk hun liefdesbrieven ontdekt. Na de scheiding was Caillaux verlost en had hij zijn maîtresse gehuwd.
De nieuwe mevrouw Caillaux zag in de publicaties van Le Figaro de hand van haar vroegere rivale, en vreesde dat Calmette ook haar eigen passionele brieven aan Caillaux zou publiceren. Deze waren immers nog steeds in het bezit van Berthe Gueydan. Ze besloot om de onterende revelatie van het buitenechtelijke begin van hun relatie niet te laten gebeuren.
Op 16 maart 1914 betrad Henriette Caillaux het kantoor van Calmette, die op het punt stond om naar zijn cercle te gaan. Hij liet haar toch binnen. Bij het betreden van zijn bureau zei ze: "U weet waarom ik hier ben", haalde een pistool uit haar mouw en vuurde zes kogels af. Calmette overleed ter plaatse. Joseph Caillaux trad de dag erna af als minister. In het strafproces later dat jaar pleitte Fernand Labori, de advocaat van Henriette Caillaux, passionele moord en bekwam hij haar vrijspraak.
Calmette is begraven op het kerkhof van Batignolles in Parijs. Hij was de oudere broer van de bacterioloog Albert Calmette (1863-1933). Marcel Proust droeg Du côté de chez Swann (het eerste deel van À la recherche du temps perdu) aan hem op.